# Тожига
То́жига — река в России, протекает по Нейскому и Антроповскому районам Костромской области. Устье реки находится в 53 км по левому берегу реки Шуя. Длина реки составляет 17 км, площадь водосборного бассейна 142 км².
Исток реки расположен в лесах в 17 км к юго-западу от города Нея. Река течёт на юго-запад, после впадения Товяза поворачивает на запад. В среднем течении на правом берегу реки деревня Починок. Почти всё течение проходит по Нейскому району, заключительные несколько сот метров перед впадением в Шую по Антроповскому. Притоки — Латманка, Товяз (левые); Михалевка (правый).

## Данные водного реестра
По данным государственного водного реестра России относится к Верхневолжскому бассейновому округу, водохозяйственный участок реки — Волга от города Кострома до Горьковского гидроузла (Горьковское водохранилище), без реки Унжа, речной подбассейн реки — Волга ниже Рыбинского водохранилища до впадения Оки. Речной бассейн реки — (Верхняя) Волга до Куйбышевского водохранилища (без бассейна Оки).
Код объекта в государственном водном реестре — 08010300412110000014190.